# Тлеужанова, Гульназ Кошкимбаевна
Гульназ Кошкимбаевна Тлеужанова — известный казахстанский ученый-германист, кандидат филологических наук, ассоциированный профессор, декан факультета иностранных языков Карагандинского университета имени академика Е. А. Букетова(г. Караганда), член казахстанской ассоциации учителей немецкого языка (с 2004 г.), профессор Российской Академии Естествознания (2013).
Автор около 100 научных публикаций, в том числе 2 монографий, учебника немецкого языка для 9 класса для 12-летних школ.

## Биография
В 1992 году окончила Алма-Атинский педагогический институт иностранных языков.
В период с 1989 по 1990 годы обучалась в рамках обмена в Московском государственном педагогическом институте иностранных языков имени М. Тореза.
Обучалась в аспирантуре и в 2004 году защитила диссертацию на соискание ученой степени кандидата педагогических наук по специальности «Общая педагогика, история педагогики и образования, этнопедагогика».
2019 — ассоциированный профессор (доцент), Комитет по обеспечению качества в сфере образования и науки МОН РК по специальности «Педагогика»

## Трудовая деятельность
1992—1994 — преподаватель кафедры иностранных языков Карагандинского государственного университета им. академика  Е. А. Букетова.
1994—2002 — старший преподаватель кафедры немецкой филологии Карагандинского государственного университета им. академика Е. А. Букетова.
2002—2019 — заведующая кафедрой европейских и восточных языков.
С 2016 года по настоящее время — ученый секретарь диссертационного совета по специальности «Иностранный язык: два иностранных языка».
С 2020 года — главный редактор журнала «Вестник Карагандинского университета», серия «Педагогика».
С 2019-по настоящее время — декан факультета иностранных языков Карагандинского университета им. академика Е. А. Букетова.

## Повышение квалификации, стажировки
1996 — повышение квалификации в Гёте Институте, Мюнхен, Германия.
2009—2010 — грант программы Европейского Союза Эрасмус Мундус на прохождение научной стажировки в университете имени В. Гумбольдта, Берлин, Германия.
2013 — участие в научном семинаре «DaF im Kontext von Interkulturalität & Mehrsprachigkeit», «Sprach Brücken вauen» в университете г. Бамберг, Германия.
2015 — участие в семинаре «Обучение английскому языку через культуру его носителей», Новосибирский государственный педагогический университет (Россия).
2016 — повышение квалификации при НЦПК «Өрлеу», Алматы.
2017 — повышение квалификации в рамках 8 Международной школы переводчиков художественной литературы стран СНГ, Алматы.
2017 — повышение квалификации в Гёте-Институте, Мюнхен, Германия.
2018 — повышение квалификации в НГПУ, г. Новосибирск, Россия.
2020 — повышение квалификации по программе "Подготовка специалистов по требованиям международного стандарта ISO 37001: 2016 «Системы менеджмента противодействия коррупции», Консалтинговая компания «Агентство внедрения ИСО».

## Почетные награды и поощрения
2009 — почетная грамота Акима Карагандинской области
2017 — благодарственное письмо Министра образования и науки РК
2012 — государственный грант МОН РК «Лучший преподаватель вуза»
2020 — звание «Заслуженный работник КарГУ»

## Научные труды по германистике
1. Культурологический подход в формировании субъекта этнической культуры. — Вестник КарГУ. — 2006. — № 3(43). — С. 192—197.
2. Формирование личности как субъекта этнокультуры в условиях высшей школы // Наука и технологии: шаг в будущее-2007: Материалы Международной научно-практической конференции.- Днепропетровск, 2007. — С. 67-72.
3. Личность как субъект этнокультуры: теория и практика формирования. — Караганда: Изд-во «Санат-Полиграфия», 2009. — 207 с.
4. Реализация уровневой модели иноязычного образования как залог интеграции в мировое образовательное пространство // Materiały IV międzynarodowej naukowi-praktycznej konferencji «Nowoczesnych naukowych osiągnięć-2008». 1-14 lutego 2008 roku po sekcjach: Pedagogiczne nauki. Psychologia i socjologia. Filozofia. — Przemyśl: Nauka i studia, 2008. — S. 20-23.
5. Формирование учебной автономии студентов в процессе иноязычного образования.- Актуальные вопросы экономики глазами молодежи: Материалы Международной научно-практической конференции студентов, магистрантов, аспирантов. — Екатеринбург, 2009. — С. 808—814.
6. Components of the innovative teaching activity of a polylingual education specialist. // Education and science without borders. — 2010. — № 1(43). — C. 94-97.
7. Русско-казахский лингводидактический словарь-справочник. — Караганда: Изд-во КарГУ, 2011.
8. Development of students scientific abilities in conditions of high educational institute // Education and science without borders. — 2011. — № 3(1). — С. 87-90.
9. Взаимодействие этнических культур в эпоху глобализации // Жизнь языка в культуре и социуме-3: Материалы Международной научной конференции. — Москва, 2012. — С. 370—372.
10. Из опыта развития европейского полиязычного образования // Lingua mobilis. — 2012. — № 1(34). — С. 67-73.
11. Субъект этнокультуры. Теория и практика формирования. — Saarbrücken: Verlag LAB Lambert Academic Publishing, 2012. — 145 с.
12. Субъект этнокультуры: Сущность и особенности формирования // Alma mater. Вестник высшей школы. — 2012. — № 12. — С. 91-93. ИФ-0,435.